# Sơn Hà, Nho Quan
Sơn Hà là một xã miền núi nằm ở phía nam huyện Nho Quan, tỉnh Ninh Bình, Việt Nam.

## Địa lý
Xã Sơn Hà nằm ở phía nam huyện Nho Quan, 
cách trung tâm thành phố Ninh Bình 23 km, có vị trí địa lý: 
- Phía đông giáp huyện Hoa Lư
- Phía nam giáp thành phố Tam Điệp
- Phía tây giáp xã Quảng Lạc
- Phía bắc giáp xã Sơn Lai.

Xã Sơn Hà có diện tích 10,01 km², dân số năm 2019 là 4.630 người, mật độ dân số đạt 463 người/km².
Xã này nằm trên quốc lộ 12B nối thành phố Tam Điệp với thị trấn Nho Quan đi các tỉnh Hòa Bình, Sơn La.

## Kinh tế

### Khu công nghiệp Sơn Hà
Khu công nghiệp Sơn Hà Lưu trữ ngày 27 tháng 12 năm 2013 tại Wayback Machine thuộc địa bàn hai xã Sơn Hà và Quảng Lạc huyện Nho Quan đã được xây dựng. Tổng diện tích 300ha là khu công nghiệp chế biến nông sản, thực phẩm; Thức ăn gia súc; May mặc; Sản xuất vật liệu xây dựng. Đây là khu công nghiệp thuộc vùng núi nhưng bằng phẳng, ít dân cư và gần khu nguyên liệu để xây dựng hạ tầng kỹ thuật. Thuận lợi về giao thông, cấp điện, nước (lấy các hồ chứa).

### Thông tin quy hoạch
Ngày 8/11/2011, phương án mở rộng thành phố Ninh Bình đã thống nhất với tổng diện tích tự nhiện là 21.124 ha bằng 15% diện tích tự nhiên toàn tỉnh, dân số 203.652 người với 30 đơn vị hành chính. Theo quy hoạch TP Ninh Bình mới này bao gồm: 
- Toàn bộ TP Ninh Bình và Hoa Lư hiện tại;
- Xã Gia Sinh của Gia Viễn;
- Xã Sơn Lai và một phần diện tích của xã Sơn Hà của Nho Quan;
- Một phần diện tích của xã Yên Sơn và phường Tân Bình thuộc TX Tam Điệp;
- Xã Mai Sơn của Yên Mô; Xã Khánh Hoà, Khánh Phú của Yên Khánh.

Gần như thành phố Ninh Bình mới nằm trong ranh giới của ba con sông: sông Đáy ở phía đông, sông Hoàng Long ở phía bắc, sông Chim và sông Bến Đang ở phía tây.

## Du lịch

### Danh thắng
Sơn Hà là xã trong phạm vi ranh giới Quần thể danh thắng Tràng An - Tam Cốc - Bích Động đã được Chính phủ Việt Nam xếp hạng di tích quốc gia đặc biệt quan trọng và được UNESCO công nhận là di sản thế giới kép từ năm 2014. Trong phạm vi xã có những điểm du lịch sau:

### Động Thiên Hà
Động Thiên Hà nằm trong dải núi Tướng với độ cao gần 200m là một phần của bức tường thành thiên nhiên vững chắc bao bọc, bảo vệ phía tây nam kinh đô Hoa Lư thế kỷ thứ X, gắn liền với những địa danh lịch sử, văn hoá như Bến thuyền Nhà Lê, Núi Phật Đầu Sơn, Thửa Ruộng Đấu Lính. Động Thiên Hà được mệnh danh là dải ngân hà trong lòng núi.
Từ bản Mường Thổ Hà, xã Sơn Hà, du khách xuống thuyền trên dòng kênh nhỏ có chiều dài chừng 1 km xen giữa cánh đồng quê. Du khách tiếp tục bộ hành trên con đường đá dài 500m ven chân núi Tướng để tới cửa động Thiên Hà. Động Thiên Hà có chiều dài 700m bao gồm động khô dài 200m và động nước dài 500m. Những hình dáng do đá núi tạo ra được gọi tên như: đây là chú Cáo Lỗ đang chén mồi, kia là Voi phục, Hổ rình mồi, khỉ leo cây… cao hơn có khám thờ với hình ảnh Đức Phật, thầy Đường Tăng đang tụng kinh cầu an cho các đồ đệ... tất cả đều gợi trí tò mò, khám phá của du khách.

### Hang Bụt
Hang Bụt toạ lạc giữa lòng núi Tướng cách thành phố Ninh Bình 18 km, trong khu rừng đặc dụng Hoa Lư thuộc thôn Đồng Tâm, xã Sơn Hà. Hang Bụt hiện dài gần 500 m, lòng hang rất rộng và có nhiều nhũ đá với hình thù kỳ lạ. Nằm chính giữa hang là một tấm nhũ đá cao 1,5 m rộng 2 m có hình thù giống như một ông bụt hiện ra. Đến với Hang Bụt, du khách được đi thuyền chèo tay, ngoạn cảnh thiên nhiên hoang sơ, kỳ bí của núi rừng sông nước. Trong lòng hang nhiều vòm xoáy lạ mắt kích thích trí tưởng tượng du khách.
Du lịch hang Bụt hiện ở Sơn Hà, du khách còn được di chuyển bằng xe đạp qua những con đường làng rợp bóng tre tìm hiểu về văn hoá phong tục của nông dân vùng lúa nước, thử làm mục đồng chăn trâu, tát cá, bắt cua, xay lúa giã gạo, hay thưởng thức những món ăn dân dã do chính mình làm ra, bắt được như cá rô nướng, canh cua ăn với cà muối…